# William Sole
William Sole, född 1739 i Witchford, död 7 februari 1802 i Bath, var en brittisk apotekare och botaniker.